# Hyssia polioides
Hyssia polioides là một loài bướm đêm trong họ Noctuidae.